# Ambrus Alaksza
Ambrus Alaksza (n. 14 martie 1903, Nagysenkōc – d. 27 iunie 1983, Budapesta) a fost un scriitor, poet, traducător și autor de manuale școlare maghiar.